# Sídhe
Sídh (množné číslo Sídhe) [čti: ší; šíe:] je v původně keltském, dnes irském a skotském bájesloví označení pro tzv. vílí kopce, roztroušené po celém území Irska a Skotska.

## Vznik
Poté, co na území Irska přišli Milesiané, národ smrtelníků, lidí; se strhla poslední velká bitva o nadvládu nad Irskem, které se zúčastnili Tuatha dé Danann. Svou mocí sice měli nad lidmi mnohonásobnou převahu, ale ukázalo se, že lidské kovové zbraně dokáží Danany vážně poranit a dokonce i zabít. Došlo k dlouhé a krvavé bitvě a jelikož se štěstí nepřiklánělo ani k jedné straně, rozhodl se jejich vůdce Lugh přenechat zemi smrtelníkům. Následně se snesla mlha tak hustá, že nikdo z lidí neviděl na vlastní ruce. Poté, co se mlha zvedla, už na bojišti žádného Danana nenašli.
Král Lugh se rozhodl odejít se svou rasou do zásvětí (dnes se často ve spojitosti s touto legendou mluví o vstupu do jiné dimenze, prostoru či času) a nechal mezi důležité zástupce Dananů rozdělit Sídhe, vílí kopce (sídh znamená v irštině kopec nebo pahorek). Kopce označované za dávné Sídhe jsou dodnes roztroušené po většině území Irska a částečně i ve Skotsku a má se jednat o dutou horu obsahující vstup (portál) do světa Tuatha dé Danann. Každá důležitá osobnost Tuatha dé Danann má na starosti jeden tento vílí kopec a může skrz něj vstupovat do světa smrtelníků a zase zpět, přičemž pravděpodobně ho mohou používat i jeho poddaní, ovšem ne sami.

## Dnešní Sídhe
Dnes se ovšem označení Sídhe používá nejenom pro vílí kopce, ale i pro většinu tvorů z těchto kopců pocházejících.
Jelikož jsou v irském folklóru Dananové považováni za božstvo, za čas se do jejich označení přenesl i název míst, kde se měli údajně zjevovat smrtelníkům a stali se známí jako lidé ze Sídhe. Tak časem vzniklo označení Fear-Sídhe, muž z kopců, Bean-Sídhe, žena z kopců, z nichž nejznámější je pravděpodobně Banshee, s níž je často a nesprávně ztotožňována či Aes Sídhe (občas psáno Aos Sídhe), lid z kopců, souhrnné označení pro ostatní bytosti nepřímo patřících k Tuatha dé Danann.
Aes Sídhe lze ovšem přeložit volně i jako "Mocnosti hory" a jako takové se vyskytují i v naší české mytologii coby známě "Svatováclavské vojsko" v hoře Blaník (a některých jiných horách u nás i na Slovensku), jakožto dědictví po keltských praobyvatelích našeho území. Rovněž v češtině zůstala stopa v pojmenování "šídové kopce".